# Basstard
Basstard - debiutancki album niemieckiego rapera o pseudonimie D-Flame. Płytę promował utwór Heisser.

## Lista utworów
1. "Intro"
2. "Basstard"
3. "Heisser Intro"
4. "Heisser"
5. "Sie Macht Mich Glücklich"
6. "Feuerlawinen"
7. "KKK HaHaHa"
8. "Wer-Who"
9. "Meine Zunge Ist Schwer – Intro"
10. "Daddy Groove"
11. "Sorry"
12. "Wege"
13. "Universal"
14. "Immer Mehr"
15. "Wem Kann Ich Trauen"
16. "Lebe Deinen Traum"
17. "Die Zukunft"
18. "International Souljahz"
19. "Wo Sind Wir Daheim"
20. "We Ha Fi Reach"